# カリフォルニアロール

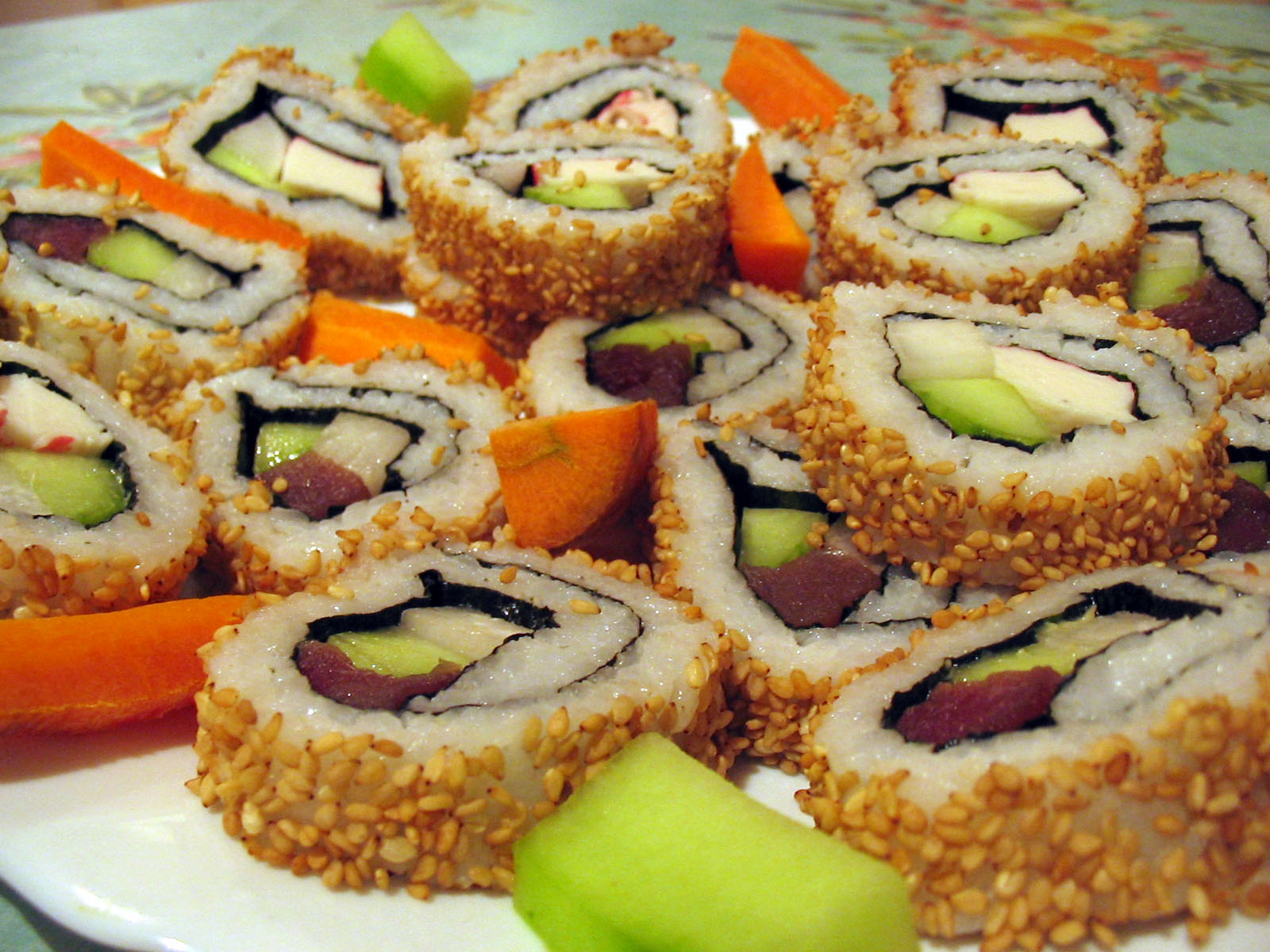
カリフォルニアロール

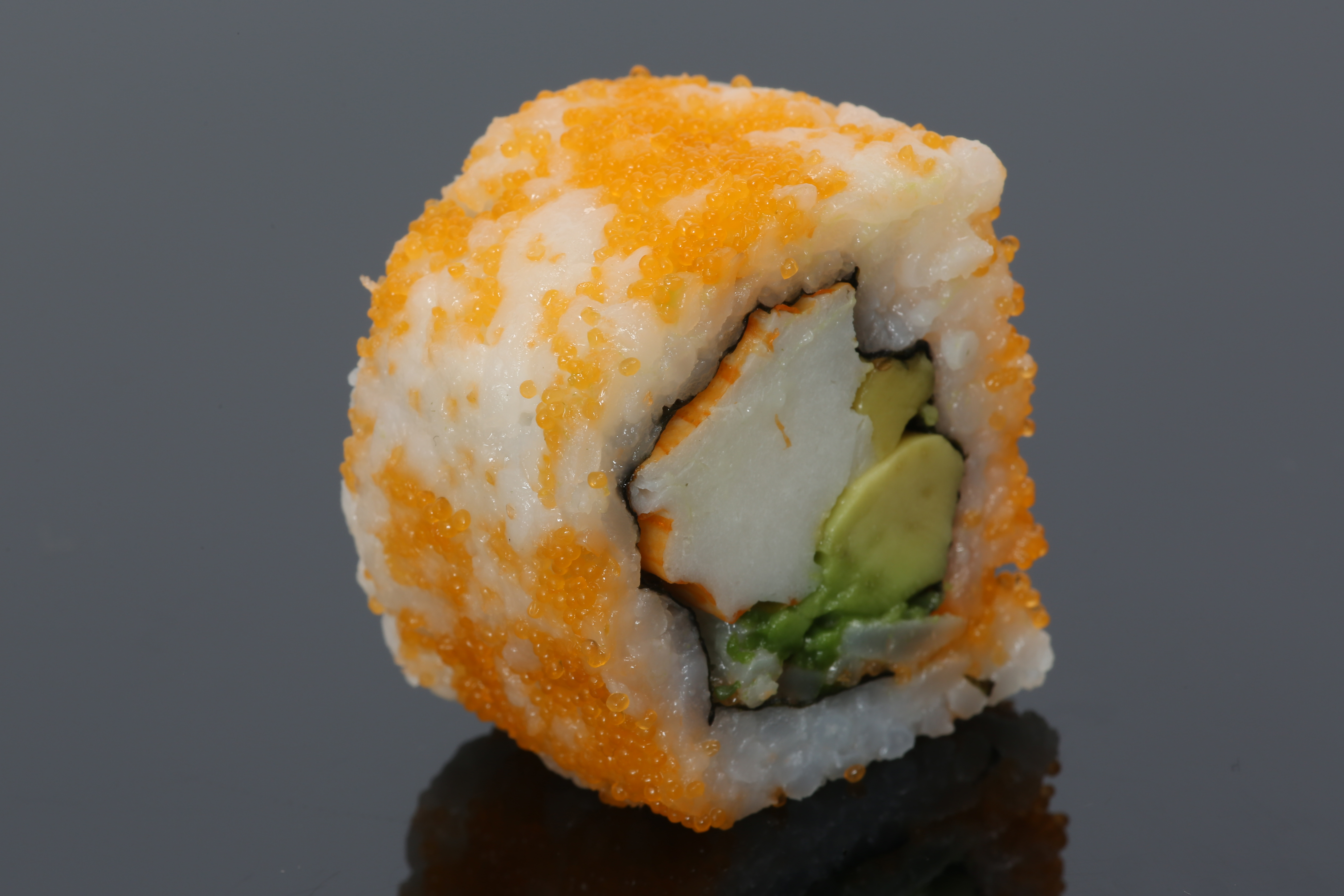
カリフォルニアロール

カリフォルニアロール (英: California roll) は、アメリカで親しまれている巻き寿司の一種である。ユダヤ系アメリカ人のアドバイスが元となり日系人（ここでの日系人はアメリカ人ではなく日本人を指す）が考案したアメリカ料理。カリフォルニア巻き・加州巻き（かしゅうまき）ともいう。

## 概要
カリフォルニアロールは、カニ風味かまぼこ（もしくは茹でたカニの脚身）、アボカド、マヨネーズ、白ゴマなどを、手巻き、または裏巻き（外側から酢飯、海苔、具の順になるように巻く）にしたものを言う。
本場アメリカではカリフォルニアロールに本物のカニが使われることはほとんどなく、またマヨネーズが使用されることも極めて稀である。またアメリカでは、アボカドとともにキュウリが巻いてある場合も多い。ゴマは外側からまぶしてある場合が多く、ゴマの代わりにとびこを使う場合もある。また、海苔を使わないこともある。ちなみに発祥の店といわれる東京會館（後述）では、カニ脚、アボカド、キュウリ、白ゴマを手巻き（海苔は外側）にしていた。
生の魚介類を使わず、海苔を酢飯の内側に巻き込んで裏巻きにすることが多いため、生魚介や海苔になじみのないアメリカ人にとっては抵抗がない。カリフォルニアロールで海苔と酢飯に慣れた後に、徐々に日本で一般的な寿司に入ってゆくアメリカ人が多いといわれる。
一般的な寿司に慣れている日本人には抵抗をもたれることもあるが、現在では日本国内でもよく食べられている。フルコースの前菜として出されることもある。

## 発祥
1963年、「ミスター寿司」と称される共同貿易社長の金井紀年がカリフォルニア州ロサンゼルスのリトル東京のレストラン「東京會館」（1998年に閉店）内に開設したスシ・バーにおいて、東京會舘オーナーの小高大吉郎の提案を受け、寿司職人・真下一郎（ました いちろう）がタラバガニの脚身とアボカドをマヨネーズであえた巻きずしを考案したのが始まりとされる。また、海苔を内側に巻く作り方は、米国人が海苔を気味悪がって剥して食べている姿を見た同店の職人が考案したものとされている。後に「カリフォルニア・ロール」と命名され、1980年代までにはアメリカ合衆国各地で作られるようになり、日本にも伝わった。
また、カリフォルニアロールと似ている巻き寿司でカナダのバンクーバーにある有名な日本料理店“Tojo's”の東條英員が1974年に考案したカナダ料理にはTojo Roll（東條巻き）というものがある。具はカニ、アボカド、ほうれん草、卵焼きを裏巻き（外側からゴマ、酢飯、海苔、具の順になるように巻く）にしたもので、海苔や生魚に抵抗感がある客の為に作られた。これがカリフォルニアロールの元祖という説も一部ある。

## 世界最長のカリフォルニアロール
2005年7月20日、アメリカカリフォルニア州の観光大使となったガレッジセールのゴリが扮するゴリエは、「ゴリエと行くカリフォルニアツアー」のイベントとして、長さ30メートルの「世界一のカリフォルニア・ロール」を作った。
また、2009年11月8日に同じカリフォルニア州で地元の学生数百人が世界最長のカリフォルニアロール作りに挑戦し、長さ100.6メートルの巻き寿司ができあがった。それまでの記録はハワイで記録された91.4メートルだったので、世界一を達成した。